# Animisme haoussa

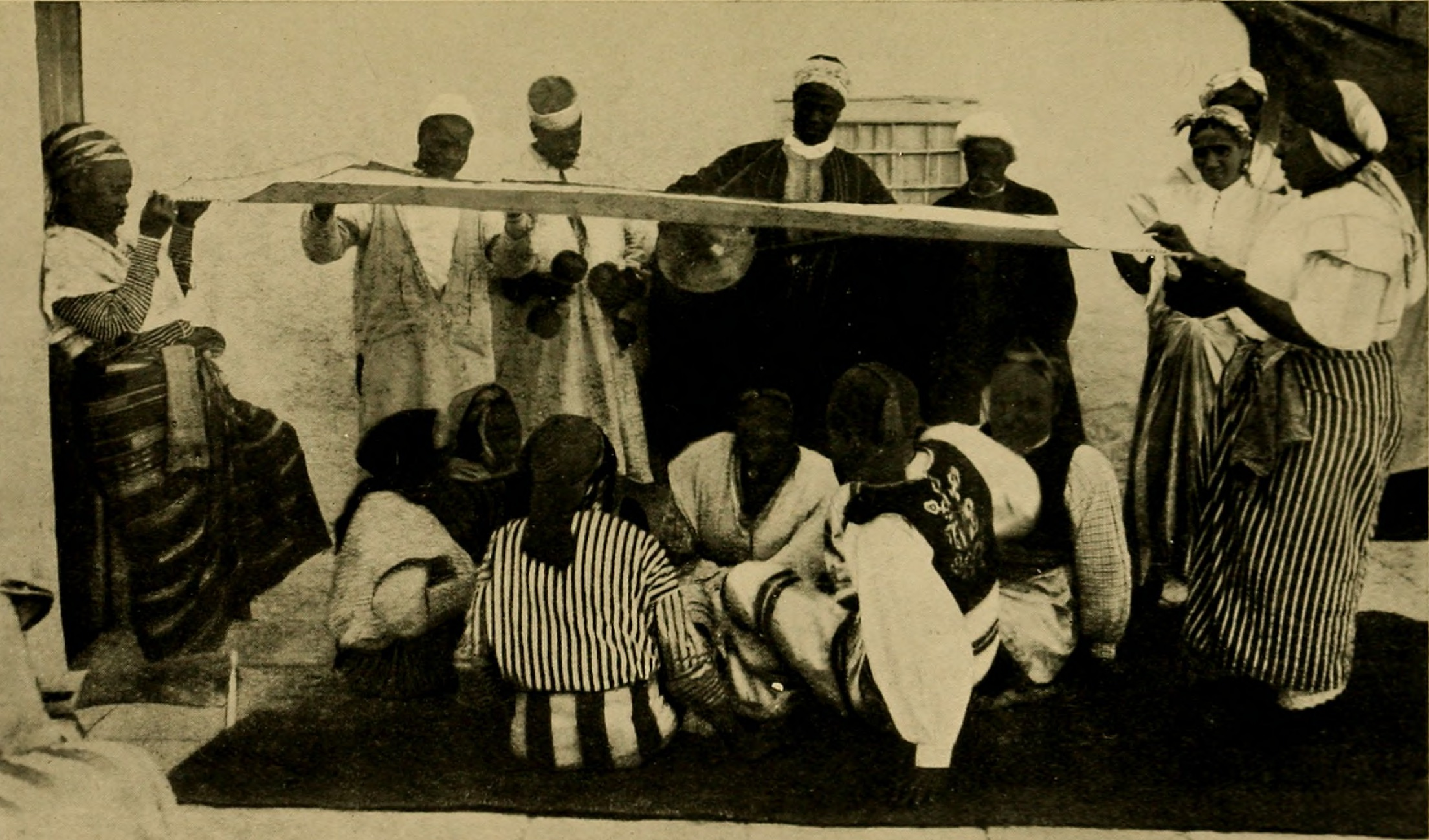
Groupe de pratiquants.

L'animisme haoussa, Maguzanci ou Bori est une religion traditionnelle préislamique du peuple haoussa d'Afrique de l'Ouest, dans laquelle magie et possession par un esprit jouent un rôle. Alors qu'une partie seulement du peuple haoussa (principalement au sein des élites urbaines) s'est convertie à l'islam avant la fin du XVIIIe siècle, la plupart des adeptes de la religion ont fait de même entre le jihad lancé par le réformateur islamique Usman dan Fodio vers 1800 et le milieu du XXe siècle, tandis qu'une petite minorité se convertit au christianisme. Bien que pratiquement disparue au vingt-et-unième siècle, elle influence certaines pratiques musulmanes et se traduit parfois par des cultes locaux. 

## Terminologie
Bòòríí est un nom haoussa, désignant une force spirituelle résidant dans les objets concrets et est lié au mot désignant l'alcool distillé local (borassa) ainsi qu'à la pratique de la médecine ( boka ) . La religion Bori est à la fois une institution de contrôle de ces forces, et l'exécution d'un rituel « adorciste » (par opposition à l'exorcisme ), de danse et de musique par lesquels ces esprits sont contrôlés et par lesquels la maladie est guérie .

## Haoussa préislamique
Le Bori, tradition religieuse, devient une religion d'État dirigée par des prêtresses de la classe dirigeante parmi certains des derniers royaumes haoussa précoloniaux. Au quatorzième siècle, lorsque l'Islam se diffuse dans la région, le culte des idoles se réalise clandestinement. Le culte de Tsumbubura dans l'ancien sultanat de Kano et d'autres cultes Bori similaires est interdit, mais Bori a survécu dans les cultes de «possession spirituelle» en intégrant certains aspects de l'Islam. Les prêtresses maintiennent une influence sur les sultanats. Elles dirigent le rituel de danse extatique, espérant guider et maintenir les maisons dirigeantes de l'État. Un corps de prêtresses Bori et de leurs aides était dirigé par une prêtresse royale, intitulée l' Inna, ou "Mère de nous tous".

## Pratique post-islamique et contemporaine
Des érudits musulmans du début du XIXe siècle désapprouvent la religion hybride pratiquée dans les cours royales, les musulmans trop zélés devaient utiliser cette hybridation comme prétexte pour renverser les sultanats et former l'empire de Sokoto. Avec la naissance du califat, les pratiques Bori disparaissent partiellement des Cours peules. Les rituels de possession Bori ont survécu dans les États de réfugiés haoussa tels que Konni et Dogondutchi (dans ce qui est aujourd'hui le sud du Niger) et dans certaines zones rurales du pays haoussa nigérian. Les puissants rôles consultatifs des femmes, illustrés par les prêtresses Bori, ont soit disparu, soit été transférés aux femmes musulmanes. Le colonialisme britannique et français, cependant, offrait peu de place aux femmes dans les hiérarchies officielles de la règle indirecte, et vers le milieu du vingtième siècle la place des femmes perd en importance .
Pour les Haoussa contemporains, le rituel Bori survit de manière syncrétique. Les rangs des esprits pré-musulmans « babbaku » des Maguzaci s'enrichissent au fil du temps d'esprits « musulmans » (« farfaru »), et d'esprits d'autres ethnies (ou représentant) d'autres groupes ethniques, même ceux des colonialistes européens. Les membres de Bori apportent chance et guérison. Les sociétés rituelles Bori, séparées des structures gouvernementales, fournissent une puissante identité corporative aux femmes par des pratiques religieuses telles que la guérison ou des rituels d'initiation.